# داني كيند
داني كيند (بالإنجليزية: Dani Kind)‏ (من مواليد 10 يناير 1980 في تورونتو، كندا) هي ممثلة كندية.

## روابط خارجية
- داني كيند على موقع IMDb (الإنجليزية)
- داني كيند على موقع ألو سيني (الفرنسية)
- داني كيند على موقع قاعدة بيانات الفيلم (الإنجليزية)
- داني كيند على موقع كينوبويسك (الروسية)